# Marcel Chevalier
Marcel Charles Chevalier (* 28. Februar 1921 in Montrouge; † 8. Oktober 2008 in Vendôme) war ein französischer Henker. Er amtierte vom 1. Oktober 1976 bis zum 9. Oktober 1981 als letzter Scharfrichter Frankreichs.

## Leben
Chevalier heiratete 1948 die Nichte von André Obrecht, der zu dieser Zeit Scharfrichterassistent war und 1951 in das Amt des „exécuteur en chef des arrêts criminels“ kam. Der Träger dieses 1871 eingeführten Amtes hatte zusammen mit fünf Assistenten, von denen jeweils drei an einer Hinrichtung mitwirkten, alle Enthauptungen in Frankreich vorzunehmen. Obrecht berief Marcel Chevalier 1958 zu seinem Assistenten. Die erste Vollstreckung, an der er mitwirkte, war am 4. November 1958 in Paris die an René Delville, dem Mörder eines alten Ehepaares. Als Assistent nahm er an 40 Hinrichtungen teil, zuletzt an der Enthauptung von Christian Ranucci am 28. Juli 1976.
In Frankreich bestand seit langer Zeit die Tradition, dass das Scharfrichteramt innerhalb einer Familie von einer Generation auf die nächste weitergegeben wurde. Obrecht, der selbst keine Kinder hatte, reichte im September 1976 aus Altersgründen seinen Rücktritt ein und schlug Chevalier zu seinem Nachfolger vor. Marcel Chevalier enthauptete als exécuteur en chef lediglich noch zwei Verurteilte mit der Guillotine: Jerôme Carrein am 23. Juni 1977 in Douai wegen versuchter Vergewaltigung und Ermordung eines kleinen Mädchens und Hamida Djandoubi am 10. September 1977 im Gefängnis Les Baumettes (Marseille) wegen Entführung, Folterung und Ermordung seiner Ex-Freundin. Bei beiden Exekutionen wirkte Chevaliers Sohn Éric Chevalier (* 1953) als Assistent im Hinblick auf eine mögliche spätere Amtsnachfolge mit. In den letzten vier Jahren der Existenz der Todesstrafe im französischen Recht wurde jedoch kein Todesurteil mehr vollstreckt. Weitere Scharfrichterassistenten der beiden Hinrichtungen des Jahres 1977 waren René Chény und Roger Deshaes, die bereits seit 1960 mit Obrecht gearbeitet hatten.
Chevalier hatte als Scharfrichter keinen Beamtenstatus, sondern stand als Freiberufler in einer Art Dienstvertrag mit dem Justizministerium. Unabhängig von der Anzahl der Hinrichtungen erhielt er eine monatliche Grundvergütung von 3.650 Francs, darüber hinaus wurde ihm für jede Vollstreckung ein zusätzliches Honorar von 6.000 Francs ausgezahlt. Wie alle Scharfrichter der Stadt Paris und seit 1871 die amtierenden Scharfrichter Frankreichs trug auch er den euphemistischen Spitznamen „Monsieur de Paris“.
Als am 10. Oktober 1981 das von Staatspräsident François Mitterrand initiierte Gesetz zur Abschaffung der Todesstrafe in Kraft trat, wurde das Amt des exécuteur en chef des arrêts criminels obsolet und Chevaliers Amtszeit endete ohne Nachfolger. 
Im Hauptberuf arbeitete Chevalier als Buchdrucker. Mit Anfang 20, wahrscheinlich 1941, wurde er in Paris als Kriegsarbeiter verhaftet und in das Deutsche Reich entführt, nach kurzem Aufenthalt in Berlin nach Köln verschickt. Dort musste er in der Druckerei Otto Ritterbach GmbH zwangsbeschäftigt werden.  In diesem nach damaliger Ausdrucksweise kriegswichtigen Betrieb wurden die männlichen Familienmitglieder nicht als Soldaten eingezogen. Wesentliche Druckerzeugnisse waren Fahrkarten der Reichsbahn und Lebensmittelmarken. Die Familie Ritterbach nahm ihn privat bei sich in Weiden, einem westlichen Kölner Vorort auf, und behandelte ihn wie ein weiteres Familienmitglied, zusätzlich zu den damals sechs eigenen Kindern. So verbrachte er die Zeit bis 1944 und erlebte den Bombenkrieg über Köln. Bei den meist nächtlichen Angriffen half er mit, die kleineren Kinder in den nahegelegenen Luftschutzbunker zu tragen.  